# Vivianne Crowley
Vivianne Crowley (New Forest, ...) è una psicologa, saggista, sacerdotessa wiccan e docente universitaria britannica.
Fu iniziata alla wicca all'età di diciannove anni da Alex Sanders, fondatore della tradizione alexandriana, e da sua moglie Maxine. Qualche anno più tardi ricevette anche l'iniziazione alla tradizione gardneriana nella linea Whitecroft. È l'unica persona conosciuta a essere stata, dagli anni settanta, membro di congreghe sia gardneriane che alexandriane.

## Biografia
Vivianne Crowley, da bambina, crebbe nella regione di New Forest, nel sud est dell'Inghilterra, la stessa dove Gerald Gardner era stato iniziato, carica di reminiscenze wiccan. All'età di quattordici anni chiese di entrare nella congrega alexandriana di Alex Sanders a Londra, ma l'ingresso le fu rifiutato, secondo i canoni dell'iniziazione wiccan, perché era ancora minorenne. In seguito lasciò New Forest per recarsi a studiare alla University of London, dove ottenne la laurea e il dottorato di ricerca in psicologia. In quel periodo, all'età di diciannove anni, chiese di nuovo e finalmente ottenne di essere iniziata nella congrega dei coniugi Sanders, che ella ammirava molto.
Nel 1973 i Sanders si separarono. La loro separazione comportò grandi cambiamenti per la loro congrega e la Crowley si unì a una coven gardneriana. Fu iniziata a quest'altra tradizione da Madge Worthington e Arthur Eaglen, i fondatori della linea Whitecroft, che erano stati iniziati da Eleanor Bone, a sua volta iniziata nel 1941 alla stregoneria tradizionale della regione della Cumbria e nel 1960 da Gerald Gardner alla wicca.
La stima di Vivianne Crowley per Alex Sanders, comunque, rimase immutata fino alla sua morte: nel decimo anniversario della sua scomparsa, avvenuta nel 1988, la Crowley lo ricordò come una persona amabile e meravigliosa, un mago potente, e un vero e devoto sacerdote della Dea. Sebbene la Crowley porti avanti entrambe le tradizioni, è definita come «quanto di più vicino la Gran Bretagna possieda a un successore di fatto di Alex Sanders».
La morte di Sanders, però, cambiò la vita di Vivianne Crowley e quella del marito Chris in modo considerevole. Da allora la Crowley ha lottato per riunire le tradizioni gadneriana e alexandriana. La congrega da lei fondata ha combinato con successo le due tradizioni e ha generato diverse congreghe figlie, sia in Gran Bretagna, che nel resto d'Europa, Italia compresa.
In quello stesso 1988, accettando l'invito di alcune wiccan locali, Vivianne Crowley collaborò alla conduzione di un campo estivo nella Repubblica Federale Tedesca, che contribuì a creare una rete di wiccan nella Germania occidentale e divenne col tempo un meeting annuale, dando vita a una wicca europea. Dopo l'esperienza tedesca, la Crowley pensò che in Inghilterra la wicca dovesse essere resa più accessibile e diede il via al Wicca Study Group, attivo nell'insegnamento della wicca nel Regno Unito.
Sempre nel 1988, la Crowley, sotto la presidenza di Prudence Jones (al secolo Leonora James), anch'essa iniziata alla tradizione gardneriana da Madge Worthington e Arthur Eaglen, divenne segretario della Pagan Federation, con il marito Chris come tesoriere Nei successivi anni novanta Crowley e Jones divennero per il mondo pagano britannico «come la luna e il sole».
Nel 1989 Vivianne Crowley pubblicò il suo primo libro, Wicca: The Old Religion in the New Age (I poteri della Wicca), un best seller internazionale, che ha dato alla stregoneria britannica «una scrittrice con un potere spirituale paragonabile a quello di Starhawk». Nel libro la wicca è ritratta come un insieme di misteri neoplatonici, in cui ogni stadio dell'addestramento e dell'iniziazione corrisponde a parti della psiche umana e conduce all'integrità personale. Gli dei sono rappresentati come archetipi junghiani. Il testo è colmo di riferimenti all'uso della wicca come manifestazione pratica della psicologia analitica junghiana. La magia, in questo cammino, è una metafora per la profonda trasformazione della psiche umana, indotta dai rituali e dalle pratiche meditative, che hanno un potente impatto sul mondo circostante.
D'altra parte, Vivianne Crowley è una psicologa professionista, che ha insegnato psicologia delle religioni al King's College, prestigioso istituto della University of London. Ha insegnato anche come professore aggiunto allo Union Institute di Cincinnati (Ohio). È stata inoltre docente presso il Cherry Hill Seminary, un istituto di formazione a distanza per sacerdoti pagani, dove si occupa di counseling pastorale. Ha insegnato psicologia delle religioni anche all'Heythrop College, anch'esso parte della University of London, dove ha contribuito a fondare la prima facoltà di questa disciplina in Europa, destando scandalo, perché una "strega confessa" insegnava in un'università cattolica.

## Citazioni
Vivianne Crowley, durante una conferenza nel 1990, interrogata sulle differenze tra le tradizioni alexandriana e gardneriana, così rispose: «Gli Alexandriani vengono preparati meglio, ma i Gardneriani fanno molta più guarigione spirituale e pare che si divertano di più!»
In uno dei suoi testi principali, dopo aver sottolineato che due delle principali fonti della wicca sono la magia popolare e la magia cerimoniale, ha evidenziato che i gardneriani sono più propensi verso la prima, mentre gli alexandriani sono più propensi verso la seconda. Inoltre ha sottolineato che in America la tradizione gardneriana si è sviluppata in modo molto più formale rispetto a quella britannica ed europea.

## Opere
- Wicca: The Old Religion in the New Age, Element Books Ltd, 1989. ISBN 978-0-7225-3271-3 (riedito nel 1996 come Wicca: The Old Religion in the New Millennium e nel 2003 come Wicca: A Comprehensive Guide to the Old Religion in the Modern World)
- Phoenix from the Flame: Pagan Spirituality in the Western World, Thorsons Publishers (Reissue edition), 1994. ISBN 978-1-85538-161-2
- Principles of Paganism, Thorsons Publishers (Reissue edition), 1996. ISBN 978-1-85538-507-8
- Principles of Wicca, Thorsons, 1998. ISBN 978-0-7225-3451-9
- Principles of Jungian Spirituality: The Only Instruction You'll Ever Need, Thorsons, 1998. ISBN 978-0-7225-3578-3
- Celtic Wisdom: Seasonal Festivals and Rituals, Sterling Pub Co. Inc., 1989. ISBN 978-0-8069-7056-1
- The Goddess Book of Days, Vega Books, 1989. ISBN 978-1-84333-623-5
- A Woman’s Kabbalah: Kabbalah for the 21st Century, Thorsons, 2000, ISBN 978-0-7225-3879-1
- Wild Once: Awaken the magic within. Unleash true power, Century, 2022, ISBN 978-1-5291-2489-7

### Opere pubblicate in Italia
- I poteri della Wicca, Armenia Edizioni, 2013. ISBN 978-88-344-2904-4
- La Cabala della Dea, Phanes Publishing, 2021, ISBN 978-88-94635-93-5
- Ritorno alla Magia, Armenia Edizioni, 2022, ISBN 978-88-344-4082-7